# Люк Адам
Люк Адам (англ. Luke Adam; 18 червня 1990, Сент-Джонс, Ньюфаундленд і Лабрадор) — канадський хокеїст, нападник, нині грає за фарм-клуб «Баффало Сейбрс» «Рочестер Американс» в Американській хокейній лізі. Адам обраний «Баффало Сейбрс» у 2-му раунді під 44-м номером у Драфті НХЛ 2008 року.

## Ігрова кар'єра
Адам почав свою кар'єру у ГЮХЛК за клуб «Сент-Джонс Мейпл-Ліфс». Відіграв там два сезони, у Драфті НХЛ 2008 року обраний у 2-му раунді під 44-м номером клубом «Баффало Сейбрс». Люк продовжував виступати за команди нижчих та юніорських ліг. У 2010 році виступав у складі молодіжної збірної Канади на молодіжному чемпіонаті світу, став бронзовим призером.
26 жовтня 2010 року, Адам дебютував в НХЛ у виїзному матчі проти Філадельфія Флаєрс поступились 3:6. 7 грудня 2010 року, Люк записав свій перший гол у виїзному матчі проти Бостон Брюїнс.
Брав участь у складі свого клубу «Рочестер Американс» у Кубку Шпенглера.
У сезоні 2013/14 років провів за «Рочестер Американс» 59 матчів, набрав 49 очок (29+20), у складі «Баффало Сейбрс» 12 матчів, набрав одне очко (в його активі один гол).
16 грудня 2014 Люка обміняли на гравця «Колумбус Блю-Джекетс» Джеррі Д'Аміго.
3 липня 2015 Адам, як вільний агент підписав однорічний контракт з «Нью-Йорк Рейнджерс», більшість сезону провів у фарм-клубі «Гартфорд Вулвс Пек».
У жовтні 2016 уклав контракт з німецьким клубом «Адлер Мангейм».
3 травня 2019 підписав, як вільний агент дворічний контракт з клубом «Дюссельдорф ЕГ».

## Особисте життя
Батько Люка також професійно займався хокеєм, провів вісім ігор у складі Торонто Мейпл-Ліфс у сезоні 1982/83 років.

## Нагороди
- Пам'ятна нагорода Реда Гарретта — 2011.
- Чемпіон Німеччини у складі «Адлер Мангейм» — 2019.

## Статистика

### Клубні виступи
| Сезон        | Клуб                       | Ліга         | Регулярний сезон | Регулярний сезон | Регулярний сезон | Регулярний сезон | Регулярний сезон | Плей-оф | Плей-оф | Плей-оф | Плей-оф | Плей-оф |
| Сезон        | Клуб                       | Ліга         | І                | Г                | П                | О                | ШХ               | І       | Г       | П       | О       | ШХ      |
| ------------ | -------------------------- | ------------ | ---------------- | ---------------- | ---------------- | ---------------- | ---------------- | ------- | ------- | ------- | ------- | ------- |
| 2006–07      | «Сент-Джонс Фог Девілз»    | ГЮХЛК        | 63               | 6                | 9                | 15               | 51               | 4       | 0       | 2       | 2       | 4       |
| 2007–08      | «Сент-Джонс Фог Девілз»    | ГЮХЛК        | 70               | 36               | 30               | 66               | 72               | 6       | 3       | 5       | 8       | 8       |
| 2008–09      | «Монреаль Юніор Клуб»      | ГЮХЛК        | 47               | 22               | 27               | 49               | 59               | —       | —       | —       | —       | —       |
| 2009–10      | «Кейп-Бретон Скрімін-Іглс» | ГЮХЛК        | 56               | 49               | 41               | 90               | 75               | 5       | 3       | 1       | 4       | 2       |
| 2009–10      | «Портленд Пайретс»         | АХЛ          | —                | —                | —                | —                | —                | 3       | 0       | 2       | 2       | 0       |
| 2010–11      | «Портленд Пайретс»         | АХЛ          | 57               | 29               | 33               | 62               | 46               | 12      | 4       | 3       | 7       | 14      |
| 2010–11      | «Баффало Сейбрс»           | НХЛ          | 19               | 3                | 1                | 4                | 12               | —       | —       | —       | —       | —       |
| 2011–12      | «Рочестер Американс»       | АХЛ          | 27               | 4                | 9                | 13               | 18               | 3       | 0       | 1       | 1       | 4       |
| 2011–12      | «Баффало Сейбрс»           | НХЛ          | 52               | 10               | 10               | 20               | 14               | —       | —       | —       | —       | —       |
| 2012–13      | «Рочестер Американс»       | АХЛ          | 67               | 15               | 22               | 37               | 57               | 1       | 0       | 0       | 0       | 0       |
| 2012–13      | «Баффало Сейбрс»           | НХЛ          | 4                | 1                | 0                | 1                | 2                | —       | —       | —       | —       | —       |
| 2013–14      | «Рочестер Американс»       | АХЛ          | 59               | 29               | 20               | 49               | 48               | 5       | 2       | 2       | 4       | 4       |
| 2013–14      | «Баффало Сейбрс»           | НХЛ          | 12               | 1                | 0                | 1                | 4                | —       | —       | —       | —       | —       |
| 2014–15      | «Рочестер Американс»       | АХЛ          | 27               | 8                | 12               | 20               | 24               | —       | —       | —       | —       | —       |
| 2014–15      | «Спрінгфілд Фелконс»       | АХЛ          | 46               | 8                | 14               | 22               | 38               | —       | —       | —       | —       | —       |
| 2014–15      | «Колумбус Блю-Джекетс»     | НХЛ          | 3                | 0                | 0                | 0                | 4                | —       | —       | —       | —       | —       |
| 2015–16      | «Гартфорд Вулвс Пек»       | АХЛ          | 59               | 12               | 17               | 29               | 30               | —       | —       | —       | —       | —       |
| 2016–17      | «Мангейм»                  | ДХЛ          | 38               | 15               | 20               | 35               | 22               | 7       | 3       | 3       | 6       | 4       |
| 2017–18      | «Мангейм»                  | ДХЛ          | 52               | 10               | 23               | 33               | 38               | 10      | 3       | 4       | 7       | 4       |
| 2018–19      | «Мангейм»                  | ДХЛ          | 50               | 16               | 22               | 38               | 24               | 14      | 5       | 8       | 13      | 10      |
| 2019–20      | «Дюссельдорф ЕГ»           | ДХЛ          | 48               | 14               | 16               | 30               | 36               | —       | —       | —       | —       | —       |
| Усього в НХЛ | Усього в НХЛ               | Усього в НХЛ | 90               | 15               | 11               | 26               | 36               | —       | —       | —       | —       | —       |

### Збірна
| Рік              | Команда          | Турнір           | Місце            | І  | Г | П | О | ШХ |
| ---------------- | ---------------- | ---------------- | ---------------- | -- | - | - | - | -- |
| 2006             | Канада Атлантик  | U17              | 6-е              | 5  | 0 | 1 | 1 | 2  |
| 2010             | Канада           | МЧС              | 2                | 6  | 4 | 4 | 8 | 8  |
| Молодіжна збірна | Молодіжна збірна | Молодіжна збірна | Молодіжна збірна | 11 | 4 | 5 | 9 | 10 |